# Dinocryptus fulgidipennis
Dinocryptus fulgidipennis là một loài tò vò trong họ Ichneumonidae.